# Porta Flumentana
Die Porta Flumentana war ein antikes Stadttor der Servianischen Mauer in Rom. Sie stammte ursprünglich aus dem 5. Jahrhundert v. Chr., wurde aber wie die gesamte Stadtmauer im 4. Jahrhundert v. Chr. erneuert.
Die porta Flumentana lag in der Nähe des Tibers, wodurch sich ihr Name erklärt. Sie befand sich ohne Zweifel zwischen Kapitol und Fluss, da der Bereich als extra portam Flumentanam bekannt war und im südlichen Bereich des campus Martius lag – ein Gebiet, das hauptsächlich von Wohlhabenden bewohnt wurde. Eine genauere Lokalisierung ist nicht möglich, ihr Standort wird aber wahrscheinlich zwischen der Kirche San Teodoro al Palatino und der Straße, die man heute noch Vico Jugario nennt, oder aber beim Tempel des Portunus zu suchen sein. Sie ist in unmittelbarer Nähe zur porta Carmentalis anzusiedeln, nahe der insula Tiberiana. Das Gebiet war bis in augusteische Zeit regelmäßig Überflutungen unterworfen.
Das Tor öffnete sich zur luxuriösen Geschäftsstraße vicus Tuscus, die die wirtschaftliche Ader des von Etruskern zwischen Kapitol und Velabrum bewohnten Viertels der Stadt war.